# Estádio Colosso do Tapajós
Het Estádio Colosso do Tapajós is een multifunctioneel stadion in Santarém, een stad in Brazilië. Het heeft als bijnaam 'Barbalhão' en 'Colosso do Tapajós'. In het stadion is plaats voor 19.524 toeschouwers. Het stadion werd geopend in 1987.
Het stadion wordt vooral gebruikt voor voetbalwedstrijden, de voetbalclubs São Raimundo EC, São Francisco FC en Tapajós Futebol Clube maken gebruik van dit stadion. 